# 王明哲
王明哲（1929年11月—2018年6月22日），男，曾用名王乃林，河北安新人。中国档案与史料编研工作者。中央档案馆原馆长（1982年－1993年）。

## 生平
1929年11月生于河北安新。1943年10月参加革命工作，曾在晋察冀边区任小学教师。1946年2月加入中国共产党。1947年1月起先后任晋察冀中央局办公厅机要室学员，华北军区司令部机要处译电员，华北人民日报社机要组组长等职务。1949年10月中华人民共和国成立后，历任政务院机要处代副科长，国务院秘书厅机要处档案科副科长等职务，参与国家档案局的筹建工作。1952年进入中国人民大学专修科学习。后曾任该校档案教研室教师，档案学院兼职教授。1954年12月起，历任国家档案局一处秘书，研究室副主任，三处处长等职务。文化大革命期间被下放劳动。1977年11月任中央档案馆副馆长。1980年起，兼任中共中央党史资料征集委员会副主任委员。1982年6月至1993年，任中央档案馆馆长。1999年10月离休。2018年6月22日因病医治无效在北京逝世，享年89岁。
王明哲是中共十三大代表，第八届全国政协委员、文史资料委员会委员（1993年－1998年）。中国档案学会第一届常务理事，第二届、三届副理事长，第四届理事长，名誉理事长。中共党史学会副会长，中华人民共和国国史学会副会长。